# Nasselbackatraktaten
Nasselbackatraktaten eller Nasslebackatraktaten var den traktat genom vilken Bohusläns gräns mot Norge definierades. Den undertecknades den 26 oktober 1661 på gården Nasslebacka i Naverstads socken (i nuvarande Tanums kommun) som en följd av freden i Roskilde 1658, då Danmark-Norge avträdde bland annat Bohuslän till Sverige. 
Undertecknandet hade föregåtts av en utredning, då en gemensam kommission rekognoscerat gränsområdet från Idefjorden till Hisön i Norra Kornsjön och fört protokoll över de stenar eller framträdande terrängformer som var kända gränsmärken. Det dröjde dock länge innan gränsen blev markerad i terrängen. Resten av Sveriges gräns mot Norge, som fastställdes i Strömstadstraktaten 1751, utmärktes 1752–1766. Först 1835 byggdes tio rösen längs den bohuslänska delen, betecknade A–K. Då höggs också en gränsgata upp.